# Inter Club d'Escaldes
El Inter Club d'Escaldes es un club de fútbol de Andorra de la ciudad de Las Escaldas-Engordany. Fue fundado en 1991 y juega en la Primera División de Andorra.

## Historia
El Inter se fundó en 1991. Se integró a la Liga Andorrana de fútbol en 1995 y obtuvo el séptimo puesto entre los diez competidores. En sus inicios el club contó con un fuerte apoyo de Construccions Modernes, una empresa ligada al sector de la construcción, hasta el punto de que sus iniciales CM perduraron en su escudo hasta 2019.[cita requerida]

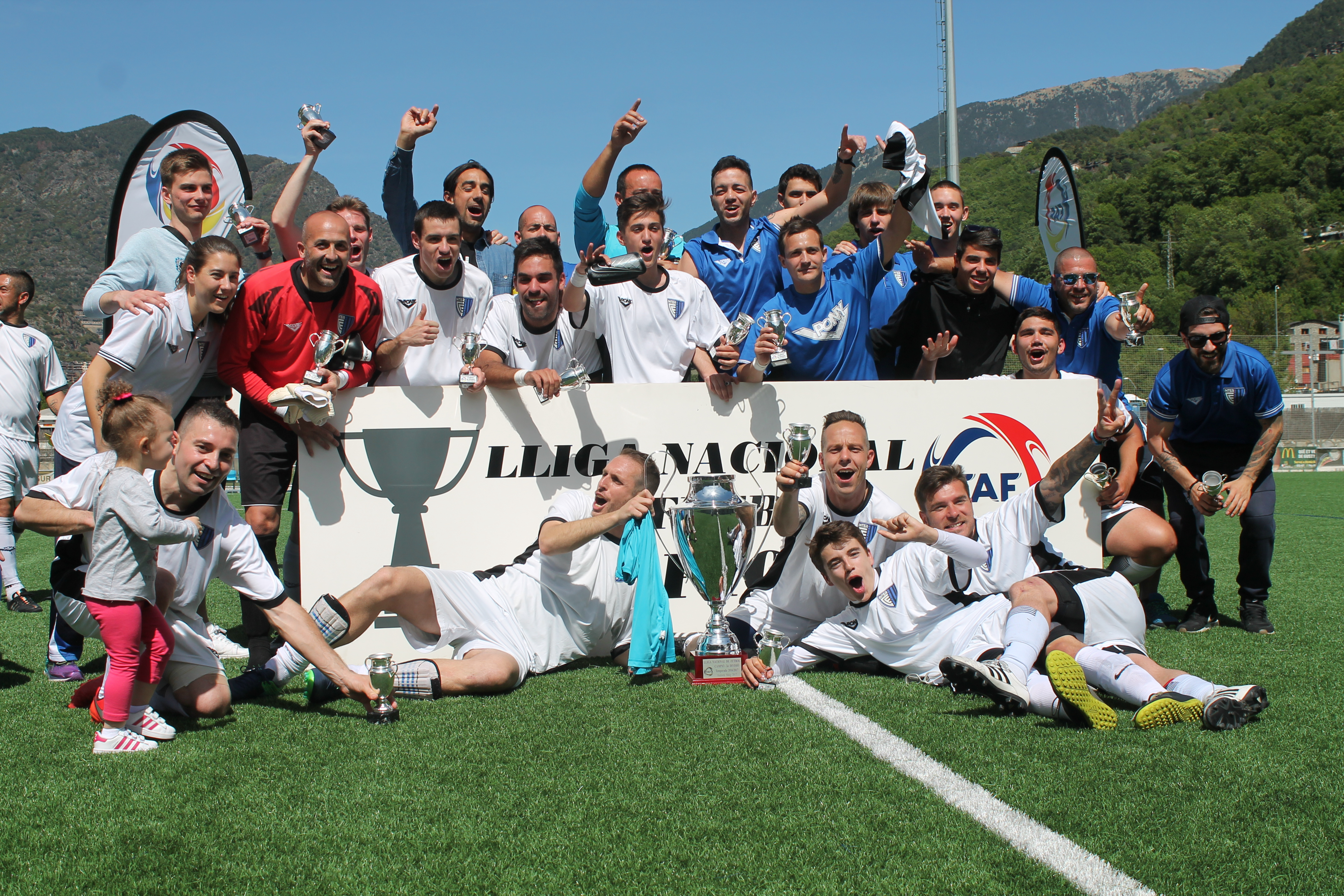
El Inter Club d'Escaldes fue campeón de la Lliga Biosphere 2016-17.

El Inter fue un protagonista permanente dentro de la máxima categoría, a pesar de que nunca había obtenido el primer puesto de la competición hasta 2020. Su máximo logro ha sido la obtención de dos terceros puestos: en la temporada 1999-2000 y en la temporada 2000-01. En esta última edición de la Liga incluso alcanzó el liderato en una jornada: la cuarta. Además, registró una buena campaña en la Copa Constitució: alcanzó su única final en el certamen, en la que fue derrotado por el FC Lusitanos por 2-0.
La temporada 2002-03 fue especial para el club: fue la última en la que consiguió acceder a la eliminatoria por el título y obtuvo el cuarto puesto.
No obstante, en el resto de temporadas, el Inter luchó por conservar la categoría: en tres ocasiones disputó la Promoción. La llave más angustiante fue en la temporada 2008-09, cuando logró mantenerse en Primera División después de imponerse por 10-9 en la tanda de penaltis contra Atlètic Club d'Escaldes (luego de que cada uno ganara por 2-1 su respectivo partido como local).
Sin embargo, el descenso se hizo inevitable tras la temporada 2014-15, cuando el club quedó en última posición tras una precaria campaña en la que ganó un solo partido, empató otro y perdió 18. El 19 de abril de 2015 se decretó el descenso a Segunda División después de la derrota por 2-1 ante el Futbol Club Encamp.
Una vez en la segunda categoría, el Inter tuvo un cambio en la junta directiva que supuso un vuelco en su gestión: además de modificar su escudo al actual, el club se potenció con algunos jugadores de vasta trayectoria y que poseían internacionalidades en la selección de fútbol de Andorra, como Xavi Andorrà, Dani Mejías y Dani Ferrón. Incluso el técnico de aquella temporada, Álex Somoza, había sido jugador de la absoluta.
Tras quedar en quinta posición en la temporada 2015-16, el club consiguió el título de la Lliga Biosphere 2016-17 tras una reñida disputa con la Penya Encarnada d'Andorra por el liderato. En la temporada 2016-17 logró el ascenso a la Primera División de Andorra.
Tras proclamarse campeón de la Primera División de Andorra 2019-20, obtuvo el derecho a participar en la Liga de Campeones de la UEFA 2020-21, desde la Ronda Preliminar. Esta partición histórica fue la 1ª vez en la historia del club en la que participó en un torneo internacional oficial.
Conquistó también el título de la Primera División en las temporadas 2020-21 y 2021-22, lo que le permitió participar más veces en competiciones europeas. En la temporada 2021-22 venció al HB Tórshavn de las Islas Feroe por 1-0 en la primera fase de la ronda preliminar de la Liga de Campeones, pero perdió 2-0 ante el KF Pristina. A causa de la derrota, participó en la Liga Conferencia, donde jugó contra el KS Teuta Durrës. Ganó por 2-0 fuera de casa, pero perdió por 3-0 en casa y fueron eliminados con el global de 2 goles a 3. En la temporada 2022-23 venció al La Fiorita por 2-1 en la primera fase de la ronda preliminar de la Liga de Campeones, pero en la segunda fase perdió contra el Víkingur Reykjavík, lo que los hizo seguir el mismo camino que en la temporada anterior. Jugaron contra el CFR Cluj y fueron eliminados por los rumanos por un marcador global de 4-1.
En las temporadas siguientes, 2022-23 y 2023-24, consiguieron el subcampeonato de liga, lo que les clasificó únicamente para la Liga de Conferencia. En la temporada 2023-24, vencieron al Víkingur Gøta por un marcador global de 3-2 en la primera fase de clasificación. En la segunda fase, consiguieron un hecho histórico al ganar al Hibernian FC de Escocia por 2-1 en la ida, pero perdieron por 6-1 en la vuelta. En la temporada 2024-25, el club venció al Velez Mostar por un marcador global de 6-2 en la primera fase de clasificación y se clasificó para la segunda fase, donde perdió contra el AEK de Atenas por un placar global de 3-7.

## Participación en competiciones de la UEFA
| Temporada | Torneo                 | Ronda             | Club               | Casa | Visita | Global      |     |     |
| --------- | ---------------------- | ----------------- | ------------------ | ---- | ------ | ----------- | --- | --- |
| 2020–21   | UEFA Champions League  | Preliminar        | Drita              | 1–2  | 1–2    | 1–2         |     |     |
| 2020–21   | UEFA Europa League     | 2ª Clasificatoria | Dundalk            | 0–5  | –      | 0–1         |     |     |
| 2021–22   | UEFA Champions League  | Preliminar        | HB                 | 1–0  | 1–0    | 1–0         |     |     |
| 2021–22   | UEFA Champions League  | Preliminar        | Pristina           | 0–2  | 0–2    | 0–2         |     |     |
| 2021–22   | UEFA Conference League | 2ª Clasificatoria | Teuta              | 0–3  | 2–0    | 2–3 (t. s.) |     |     |
| 2022–23   | UEFA Champions League  | Preliminar        | La Fiorita         | 2–1  | 2–1    | 2–1         |     |     |
| 2022–23   | UEFA Champions League  | Preliminar        | Víkingur Reykjavík | 0–1  | 0–1    | 0–1         |     |     |
| 2022–23   | UEFA Conference League | 2ª Clasificatoria | CFR Cluj           | 1–1  | 0–3    | 1–4         | 1–4 | 1–4 |
| 2023–24   | UEFA Conference League | 1ª Clasificatoria | Víkingur Gøta      | 2–1  | 1–1    | 3–2         |     |     |
| 2023–24   | UEFA Conference League | 2ª Clasificatoria | Hibernian FC       | 2–1  | 1–6    | 3–7         | 3–7 | 3–7 |
| 2024–25   | UEFA Conference League | 1ª Clasificatoria | Velež Mostar       | 5–1  | 1–1    | 6–2         |     |     |
| 2024–25   | UEFA Conference League | 2ª Clasificatoria | AEK de Atenas      | 3–4  | 0–4    | 3–7         |     |     |
| 2025–26   | UEFA Champions League  | 1ª Clasificatoria | FCSB               | 2−1  | 1–3    | 3–4         |     |     |
| 2025–26   | UEFA Conference League | 2ª Clasificatoria | Olimpija Ljubljana | 1–1  | 2–4    | 3–5         |     |     |

## Entrenadores
- Alipio Ferreira (2011)[33]
- Álex Somoza (2015–2018)[34]
- Adolfo Baines (2018–2020)[35]
- Rodri (noviembre de 2020–febrero de 2021)[36][37]
- Otger Canals y  Josep Manel Ayala (febrero de 2021–junio de 2021)[37][38]
- Alberto Lopo (junio de 2021–2021)[38]
- Federico Bessone (agosto de 2021–abril de 2022)[39][40]
- Otger Canals (abril de 2022–julio de 2022)[40][41]
- Raúl Obiols (2022)[41]
- Juan Velasco (julio de 2022–octubre de 2022)[42][43]
- Otger Canals (octubre de 2022–junio de 2024)[43][2]
- Felip Ortiz (junio de 2024–presente)[2]

## Palmarés

### Torneos nacionales
| Competición nacional              | Títulos                             | Subcampeonatos   |
| --------------------------------- | ----------------------------------- | ---------------- |
| Primera División de Andorra (4/2) | 2019-20, 2020-21, 2021-22, 2024-25. | 2022-23, 2023-24 |
| Copa Constitució (2/1)            | 2020, 2023.                         | 2002             |
| Segunda División de Andorra (1/0) | 2016-17.                            |                  |
| Supercopa de Andorra (4/0)        | 2020, 2021, 2022, 2023.             |                  |

## Temporadas
| Temporada | Ubicación | Categoría |
| --------- | --------- | --------- |
| 1995-96   | 7°        | Primera   |
| 1996-97   | 9°        | Primera   |
| 1997-98   | 4°        | Primera   |
| 1998-99   | 4°        | Primera   |
| 1999-00   | 3°        | Primera   |
| 2000-01   | 3°        | Primera   |
| 2001-02   | 7°        | Primera   |
| 2002-03   | 4°        | Primera   |
| 2003-04   | 7°        | Primera   |
| 2004-05   | 5°        | Primera   |
| 2005-06   | 5°        | Primera   |
| 2006-07   | 6°        | Primera   |
| 2007-08   | 7°        | Primera   |
| 2008-09   | 7°        | Primera   |
| 2009-10   | 7°        | Primera   |
| 2010-11   | 5°        | Primera   |
| 2011-12   | 7°        | Primera   |
| 2012-13   | 6°        | Primera   |
| 2013-14   | 7°        | Primera   |
| 2014-15   | 8°        | Primera   |
| 2015-16   | 5°        | Segunda   |
| 2016-17   | 1°        | Segunda   |
| 2017-18   | 6°        | Primera   |
| 2018-19   | 3°        | Primera   |
| 2019-20   | 1°        | Primera   |
| 2020-21   | 1°        | Primera   |
| 2021-22   | 1°        | Primera   |
| 2022-23   | 2°        | Primera   |
| 2023-24   | 2°        | Primera   |
| 2024-25   | 1°        | Primera   |